# Czarna skrzynka Darwina
Czarna skrzynka Darwina: biochemiczne wyzwanie dla ewolucjonizmu (ang. Darwin’s Black Box: The Biochemical Challenge to Evolution) – książka amerykańskiego biologa molekularnego profesora biochemii na Lehigh University Michaela J. Behe podejmująca próbę wyjaśnienia i rozwiązania problemów, na jakie napotyka teoria ewolucji już przy wyjaśnieniu rozwoju najprostszej żywej komórki, która należy do systemów „nieredukowalnie złożonych”. Oznacza to, że dany system potrzebuje licznych składników, aby funkcjonować, co wyklucza, żeby mogły powstać w wyniku ewolucji biologicznej, jak wyobrażał to sobie Karol Darwin. Układ charakteryzujący się nieredukowalną złożonością od samego początku swojego istnienia musi składać się z co najmniej kilku współdziałających części, aby mógł spełniać swoją funkcję. Książka Behe jest głosem w sporze koncepcji inteligentnego projektu z neodarwinizmem. Zdaniem autora żaden układ nieredukowalnie złożony nie mógł zatem powstać w stopniowym procesie neodarwinowskim, gdyż nie mogły istnieć żadne funkcjonalne układy poprzedzające, z których miałby się on rozwinąć. Behe rozważa też scenariusze, według których układy nieredukowalnie złożone wyewoluowały ze struktur pełniących niegdyś inne funkcje, ale wykazuje, że wyjaśnienia te nie są przekonujące. Jego zdaniem najlepszym wyjaśnieniem okazuje się pogląd, że owe układy zostały zaprojektowane przez jakiś inteligentny czynnik.
Wydanie oryginalne:
- Michael Behe: Darwin’s Black Box: The Biochemical Challenge to Evolution. New York: The Free Press, 1996. ISBN 978-0-684-82754-4. OCLC 34150540. Brak numerów stron w książce

Pierwsze wydanie polskie:
- Michael Behe: Czarna skrzynka Darwina: biochemiczne wyzwanie dla ewolucjonizmu. Warszawa: Megas, 2008. ISBN 978-83-90141-38-1. OCLC 297523583. Brak numerów stron w książce